# Dendrocnide moroides
Dendrocnide moroides, còn gọi là cây Tầm ma Queensland hay gympie-gympie, là loài thực vật có hoa trong họ Tầm ma. Loài này được (Wedd.) Chew mô tả khoa học đầu tiên năm 1965.
Loài này được tìm thấy ở các khu vực rừng mưa ở Malesia và Australia. Gympie-Gympie trông bình thường như những loại cây vô hại khác. Tuy nhiên, nó là một trong những loại cây độc nhất thế giới. Gympie-Gympie sinh trưởng tại vùng bắc nước Úc và trên 1 phần đảo Moluccas. Chúng có thể mọc cao đến hai mét.

## Gây tử vong
Trên thực tế, nó đã được ghi nhận là nguyên nhân gây ra cái chết của chó, ngựa và cả con người.
Nếu may mắn sống sót, bạn sẽ cảm nhận được nỗi đau kéo dài hàng tháng và lặp lại trong nhiều năm. Lá khô của loại cây này cũng có thể gây đau cho dù đã bị cắt khỏi cây cả trăm năm.
Cảnh báo về loài cây cực độc này được đặt trong rừng.
Tất cả các phần của cây đều độc, chỉ trừ bộ rễ. Toàn thân cây được bao bọc bởi đám lông mịn có dạng như những mũi kim. Bạn chỉ cần vô tình chạm nhẹ là đã bị ảnh hưởng, sau khi những chiếc lông này vào cơ thể chúng sẽ giải phóng chất độc moroidin.
Đôi khi, lông của loại cây này bay trong không khí khi tiếp xúc với cơ thể sẽ gây cảm giác ngứa rát, hắt hơi và xuất huyết mũi nghiêm trọng.
Chiếc lá của cây có đám lông đầy độc tố.
"Điều đầu tiên bạn cảm thấy là cảm giác bỏng rát và nó sẽ mạnh lên từng giờ, ngày càng đau đớn", bác sĩ Mike Leahy nói về tác hại do cây này gây ra.
"Trong một vài trường hợp nghiêm trọng, cơn đau sẽ gây sốc và tử vong. Nếu bạn không loại bỏ hết được những chiếc lông dính trên cơ thể, chúng sẽ tiếp tục giải phóng chất độc trong nhiều năm tiếp theo".
Nhà thực vật học Marina Hurley, người từng tiếp xúc với loại cây này cho biết:"Cơn đau do loại cây này gây ra là loại khủng khiếp nhất mà bạn có thể tưởng tượng - giống như bị thiêu cháy bởi axit nóng và điện giật cùng một lúc".
Quả của cây Gympie-Gympei có vị ngọt và ăn được.
Năm 1994, một người đàn ông tên Cyril Bromley bị rơi vào đám cây này trong một cuộc tập trận. Ông được buộc chặt vào giường bệnh viện trong suốt 3 tuần và điều trị bằng tất cả các phương thuốc hiện có nhưng đều vô hiệu.
Trường hợp khác được kể lại: Một sĩ quan vì không biết sau khi dùng lá cây để vệ sinh đã không chịu nổi cơn đau và buộc phải tự sát.
Trong những năm 1960, quân đội Anh đã điều tra về loại cây này. Giáo sư Alan Seawright tại Đại học Queensland cho rằng chúng được nghiên cứu để sử dụng cho vũ khí sinh học.